# (118230) Sado
(118230) Sado es un asteroide perteneciente al cinturón de asteroides descubierto por Naoto Sato el 9 de febrero de 1997 desde el Observatorio de Chichibu.

## Designación y nombre
Designado provisionalmente como 1996 WY2. Fue nombrado por Sado, una isla en el Mar de Japón, aparece incluso en el libro de historia más antiguo de Japón, Kojiki, que data del siglo VIII. La isla es actualmente famosa por ser el lugar donde el drama Nō (uno de los "Tesoros culturales intangibles del mundo") echó raíces en la vida de la gente de la isla.

## Características orbitales
Sado está situado a una distancia media de 2,710 ua, pudiendo alejarse un máximo de 3,474 ua y acercarse un máximo de 1,946 ua. Tiene una excentricidad de 0,282. Emplea 1629,38 días en completar una órbita alrededor del Sol.

## Características físicas
La magnitud absoluta de Sado es 15,87. 